# 賽巴斯提阿諾·維涅爾

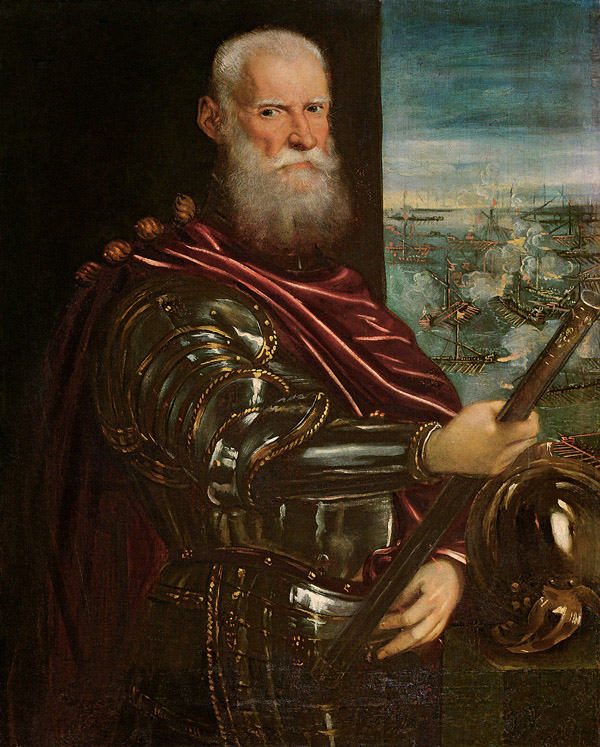
勒班陀戰役中賽巴斯提阿諾·維涅爾的形象，由丁托列托绘制

賽巴斯提阿諾·維涅爾（義大利語：Sebastiano Venier，1496年—1578年3月3日），也被他人称作維涅羅（Veniero），是一名意大利政治家和军事家。他曾於1577年6月11日至1578年3月3日擔任威尼斯總督。
賽巴斯提阿諾於1496年左右出生於威尼斯，他是摩伊瑟·維涅爾和艾雷娜·都納的兒子。
1570年，他擔任聖馬克的檢察官，並在同年12月，在對抗鄂圖曼土耳其的戰爭中擔任威尼斯艦隊的司令，於翌年的勒班陀戰役中指揮威尼斯艦隊並與其同盟獲得勝利。回到威尼斯後，他大受眾人歡迎，並在1577年被推選為總督。。
賽巴斯提阿諾与奥斯曼帝国皇太后努尔巴努苏丹有血缘关系。